# 维多利亚·格拉纳托
维多利亚·格拉纳托（西班牙語：Victoria Granatto，1991年4月9日—），阿根廷女子曲棍球运动员，2019年泛美运动会女子金牌得主、2020年夏季奥林匹克运动会女子银牌得主、2022年世界杯女子曲棍球赛银牌得主。